# Heinrich Vogeler

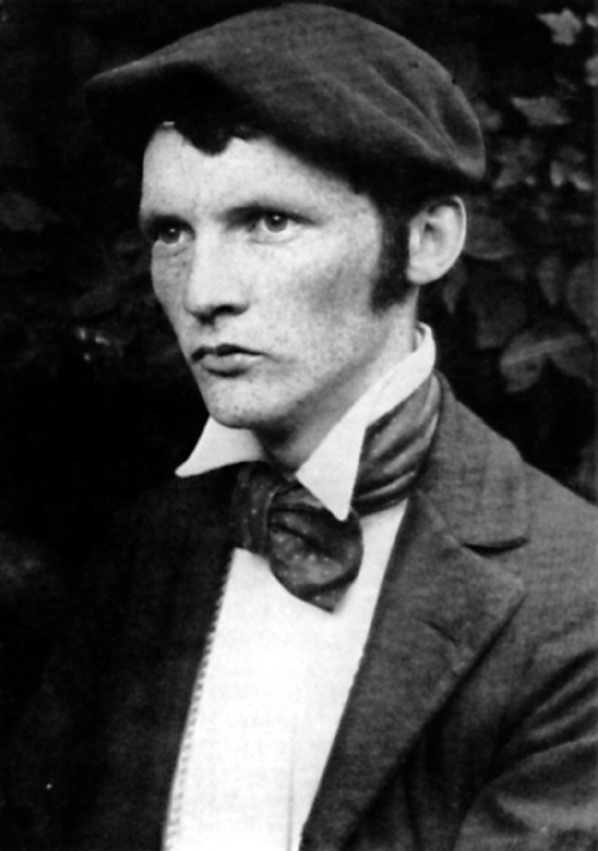
Heinrich Vogeler.

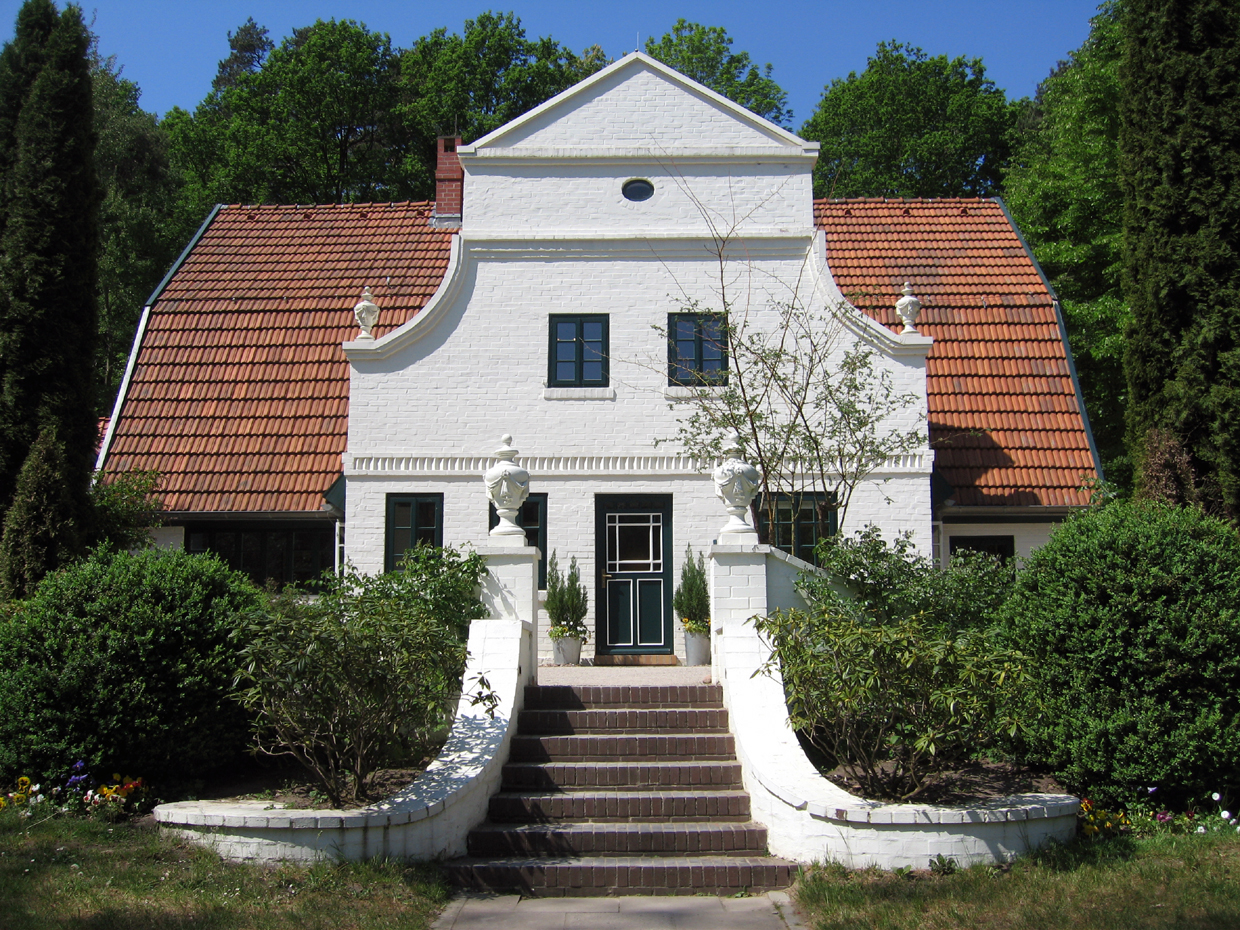
De Barkenhoff werd het middelpunt van de Worpsweder Kunstbeweging.

Johann Heinrich Vogeler (Bremen, 12 december 1872 - Karaganda , Kazachstan, 14 juni 1942) (hij overleed in de collectieve boerderij in Budyonny Kornejewka) was een Duitse schilder, graficus, architect, ontwerper, docent, schrijver en socialist. Zijn vader had in Bremen een ijzerhandel.
Deze multi-getalenteerde artiest, werd beroemd door zijn werken in de art-nouveau-stijl. Hij behoorde in 1904 tot 1912 tot de eerste generatie van de kunstenaarskolonie in Worpswede. Vogeler was ook een revolutionair, pacifist en zijn leven lang een utopisch mens, met bittere ervaring, op zoek naar het aardse paradijs waar alle mensen in harmonie samenleven. 
Hij studeerde aan de kunstacademie in Düsseldorf van 1890 tot 1895. Zijn artistieke studies in deze periode omvatten bezoeken aan Nederland, België en Italië. Ook maakte hij in 1894 een reis naar Parijs.
Vogeler was sedert 1894 lid van de kunstenaarskolonie Worpswede. In 1895 kocht Vogeler daar een boerderij en had een tuin met veel berken, en daardoor kreeg het huis zijn nieuwe naam: Barkenhoff. 
In 1899 begon hij met zijn illustratiewerk voor het tijdschrift Die Insel
en de Insel Verlag en werkte intussen aan het inrichten van zijn huis, waar hij in oktober van dat jaar ging wonen. In 1901 trouwde hij met Martha Schröder, een tapijtweefster en ontwerpster van meubelen. Uit het huwelijk werden drie dochters geboren.  In 1901 maakte  hij weer reizen naar Amsterdam, Brugge en Parijs.
Hij ontwierp illustraties voor boeken in art-nouveau-stijl, en maakte decoratieve schilderijen voor het stadhuis van Bremen kort voor zijn reizen naar Ceylon in 1906. In 1908 stichtten hij en zijn broer Franz de Worpsweder Werkstätte, waar huishoudelijke voorwerpen werden geproduceerd.  Zijn schilderijen getuigen van zijn sympathie voor de werkende klasse. Voor de Insel Verlag ontwierp hij een aantal boekbandontwerpen en titelpagina's.
Hij meldde zich vrijwillig in 1914 voor militaire dienst bij de Oldenburger Dragoner in de Eerste Wereldoorlog, en hij werd in 1915 naar het oostfront gestuurd. Nadat hij een schriftelijke oproep voor vrede had verzonden aan de Duitse keizer, werd hij kort opgenomen in een psychiatrisch ziekenhuis in Bremen alvorens te worden ontslagen uit militaire dienst.
Vogelers oudste dochter Marieluise of Mieke  was getrouwd met de schrijver Gustav Regler.
Na de oorlog werd hij een pacifist en lid van de Communistische Partij Duitsland (KPD). Dat was op het moment dat hij en zijn vrouw Martha in 1920 gingen scheiden. Vogeler en zijn tweede vrouw, Sonja Marchlewska, die hij in 1922 had leren kennen, emigreerden in 1931 naar de Sovjet-Unie. Hij maakte daar nog reizen naar Karelië, het Wolgagebied en het noorden van de Kaukasus waar hij ook nog in 1940 een bezoek aan bracht. Hij werd uiteindelijk in 1941 naar Kazachstan gedeporteerd door de Sovjet-autoriteiten en stierf daar in 1942. 
Ondertussen was de Barkenhoff een kindertehuis geworden. Het werd na een periode van verval gerestaureerd en opnieuw  geopend als Heinrich Vogeler Museum in 2004.